# Aimé André Perreau
Aimé André Perreau est un homme politique français né à une date inconnue et décédé le 5 septembre 1801 à La Châtaigneraie (Vendée).
Juge de paix du canton de La Châtaigneraie, il est député de la Vendée de 1791 à 1792, siégeant dans la majorité.

## Source
- « Aimé André Perreau », dans Adolphe Robert et Gaston Cougny, Dictionnaire des parlementaires français, Edgar Bourloton, 1889-1891 [détail de l’édition]